# Basedowia
Basedowia es un género monotípico de plantas con flores perteneciente a la familia de las asteráceas. Su única especie es Basedowia tenerrima, es originaria de Australia.

## Distribución y hábitat
Esta planta es endémica del norte de Australia del Sur, donde se encuentra en Everard y los Montes Musgrave en Anangu Pitjantjatjara Yankunytjatjara. Se conoce en seis lugares. Tiene una distribución discontinua, ocupando parches de hábitat adecuado que están espaciados ampliamente.

## Descripción
Se trata de una efímera hierba anual, con hojas verdes delgadas envainando tallos delgados y redondos, con las cabezas blancas de las flores. Crece en las laderas rocosas de las montañas. Puede llegar a ser localmente abundante cuando cae la lluvia, con las semillas que permanecen en el suelo durante años entre los eventos de lluvia.

## Taxonomía
Basedowia tenerrima fue descrita por (F.Muell. & Tate) J.M.Black   y publicado en Flora of South Australia 4: 652,  1929
Sinonimia
- Basedowia helichrysoides E.Pritz.
- Calomeria tenerrima (F.Muell. & Tate) Heine
- Humea tenerrima F.Muell. & Tate[5]